# Germán Castro Caycedo
Germán Castro Caycedo   (Zipaquirá, 3 de març de 1940 - Bogotà, 15 de juliol de 2021) va ser un periodista i cronista colombià, conegut per abordar temàtiques que giraven al voltant de la realitat colombiana des de l'òptica de la seva identitat cultural i els seus fenòmens socials i econòmics. Va treballar en mitjans com el diari El Tiempo i la productora RTI Televisión i durant la seva trajectòria va rebre diversos guardons, entre ells el Premi Nacional de Periodisme.

## Biografia
Castro Caycedo es va graduar al Gimnasio Germán Peña. Després d'estudiar antropologia durant tres anys a la Universitat Nacional de Colòmbia, va treballar al diari El Tiempo de 1967 a 1977 com a columnista.
El 1976 es va vincular a la productora RTI Televisión i va dirigir durant 20 anys el programa setmanal Enviado especial, dedicat al periodisme de denúncia. En aquestes dues dècades va produir 1.018 episodis de mitja hora de durada i el programa va obtenir 18 premis nacionals i internacionals de periodisme.
Castro Caycedo va obtenir el Premi Nacional de Periodisme i el Premi Mergenthaler, i el seu treball va ser publicat a Espanya, França, Grècia, Hongria, Xina i el Japó. Va morir als 81 anys a la ciutat de Bogotà el 15 de juliol de 2021, a causa d'un càncer de pàncrees.